# 285e division de sécurité
Pour les articles homonymes, voir 285e division.
La 285e division de sécurité (en allemand : 285. Sicherungs-Division), ou division de sécurité, était une unité des sicherungstruppen (troupes de sécurité en français) de la Heer au sein de la Wehrmacht.

## Historique
La 285. Sicherungs-Division est formée le 15 mars 1941 à partir d'éléments de la 207. Infanterie-Division dans la Truppenübungsplatz (zone d'entraînement militaire) de Groß-Born dans la Wehrkreis II.
Des éléments de la division ont été encerclés à Cholm, mais elle a surtout servi derrière les lignes de front du Front de l'Est jusqu'à l'été 1944, quand elle est écrasée lors de l'offensive d'été soviétique.
Elle est dissoute en août 1944.

## Organisation

### Commandants
| Date                            | Grade           | Commandant                                  |
| ------------------------------- | --------------- | ------------------------------------------- |
| 15 mars 1941 - 5 septembre 1942 | Generalleutnant | Wolfgang Edler Herr und Freiherr von Plotho |
| 5 septembre 1942 - 14 août 1944 | Generalleutnant | Gustav Adolph-Auffenberg-Komarow            |

### Officiers d'opérations (Ia)
| Date                      | Grade          | Commandant          |
| ------------------------- | -------------- | ------------------- |
| Avril 1941 - Octobre 1941 | Hauptmann      | Karl Pridun         |
| ? 1942 - Février 1943     | Oberstleutnant | Gerhard von Arntzen |
| ? 1943 - ? 1944           | Hauptmann      | Walter Pauls        |

## Théâtres d'opérations
- Allemagne : Mars 1941 - Novembre 1941
- Front de l'Est secteur Nord : Novembre 1941 - Août 1944

## Ordre de bataille
Russie 1941
- verstärktes Infanterie-Regiment 322
- Landesschützen-Regimentsstab 113
- III./Artillerie-Regiment 207
- 2. SS-Infanterie-Brigade
- Radfahr-Bataillon 619
- Pionier-Bataillon 207
- Reserve-Polizei-Bataillon 619
- Radfahr-Aufklärungs-Schwadron 207
- Wachbataillon 706
- 3./Polizei-Bataillon 53
- Radfahr-Bataillon 620
- Sicherungs-Regiment 3
- Feld-Kommandantur 611

Russie 1943
- Grenadier-Regiment 322
- Sicherungs-Regiment 113
- I./Polizei-Regiment 9
- Ost-Reiter-Abteilung 285
- Beute-Panzer-Kompanie 285
- Artillerie-Abteilung 285
- Divisions-Nachrichten-Abteilung 823
- Divisionseinheiten 322

## Décorations
Des membres de cette division ont été récompensés à titre personnel pour leurs faits de guerre:
- Agrafe de la liste d'honneur : 7
- Croix allemande en Or : 17
- Croix de chevalier de la Croix de fer : 2